# Paramuriceidae
Die Paramuriceidae sind eine Familie der Achtstrahligen Korallen (Octocorallia), die in allen Weltmeeren vorkommt, in den meisten Fällen in tieferen Meeresregionen.

## Merkmale
Wie fast alle Oktokorallen bilden die Arten der Familie Paramuriceidae Kolonien, die aus vielen Einzelpolypen mit jeweils acht Tentakeln bestehen. Die Kolonien sind aufrecht stehend, buschig oder planar (zweiseitig), mehr oder wenig stark verzweigt, oft auch netzartig zusammengewachsen, in selteneren Fällen auch peitschenartig und nur wenig verzweigt. Die meisten Arten besitzen eine proteinhaltige Skelettachse. Diese ist hohl, mit einer breitem, quergekammerten Achse in der Mitte. Das Coenenchym ist normalerweise sehr dünn. Die monomorphen Polypen vieler Arten können sich in vorstehende Kelche zurückziehen, bei anderen Arten ist dies nicht möglich. Die Körperwand der Polypen ist durch eingelagerte Sklerite schwer gepanzert. Die relativ großen, spindelförmigen, gebogenen und stacheligen Sklerite sind oft zu kragenartig geformten Gebilden angeordnet. Im Coenenchym sind zwei Schichten vorhanden, eine äußere in der die Sklerite die Form dorniger Spindeln oder Sterne haben und eine innere Schicht mit einfachen oder verzweigten Spindeln. Die Arten der Paramuriceidae leben nicht in einer Endosymbiose mit Zooxanthellen und sind dadurch auf planktonische Nahrung angewiesen.

## Gattungen
Zur Familie Paramuriceidae gehören 26 Gattungen:
- Acanthacis Deichmann, 1936
- Acanthogorgia Gray, 1857
- Anthomuricea Studer, 1887
- Astromuricea Germanos, 1895
- Bebryce Philippi, 1841
- Calicogorgia Thomson & Henderson, 1906
- Dentomuricea Grasshoff, 1977
- Discogorgia Kükenthal, 1919
- Echinogorgia Kölliker, 1865
- Echinomuricea Verrill, 1869
- Guaiagorgia Grasshoff & Alderslade, 1997
- Heterogorgia Verrill, 1868
- Lapidogorgia Grasshoff, 1999
- Lepidomuricea Kükenthal, 1919
- Lytreia Bayer, 1981
- Menacella Gray, 1870
- Menella Gray, 1870
- Muriceides Studer, 1887
- Paracis Kükenthal, 1919
- Paramuricea Kölliker, 1865
- Paraplexaura Kükenthal, 1909
- Placogorgia Wright & Studer, 1889
- Spinimuricea Grasshoff, 1992
- Thrombophyton McFadden & Hochberg, 2003
- Trimuricea Gordon, 1926
- Villogorgia Duchassaing & Michelotti, 1864

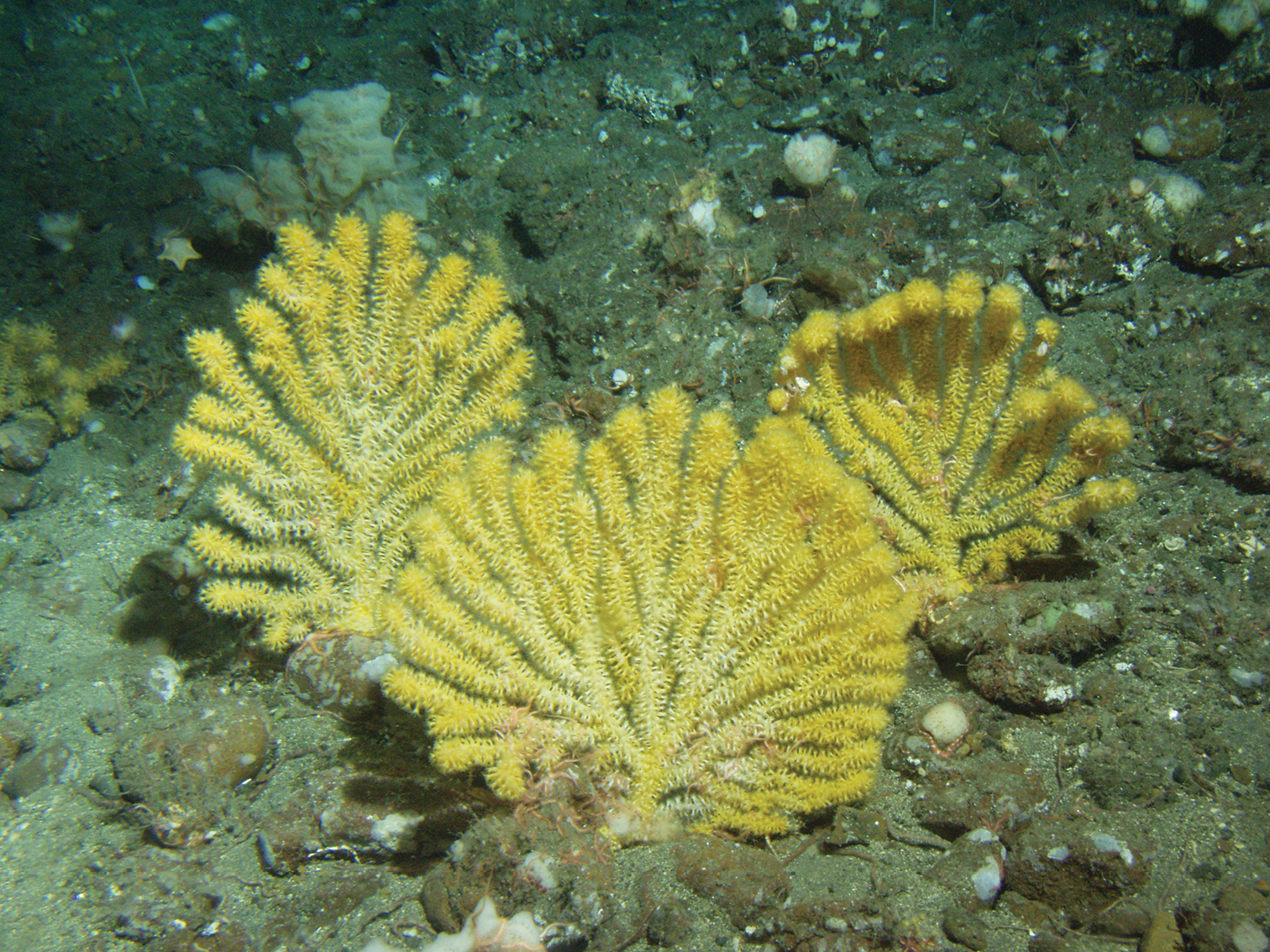
Acanthogorgia gracillima
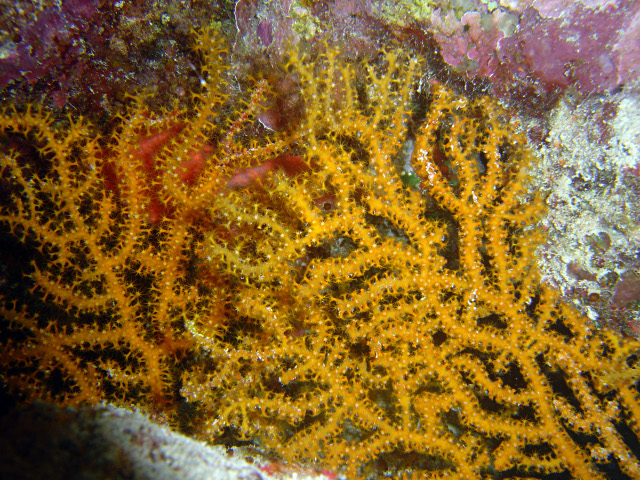
Bebryce sulfurea
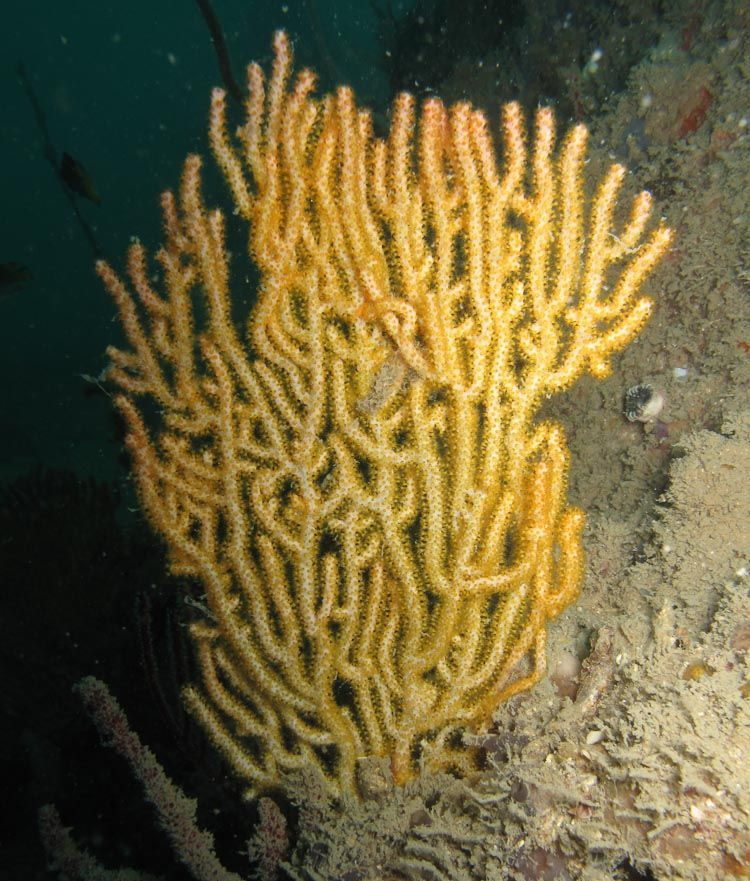
Echinogorgia sp.
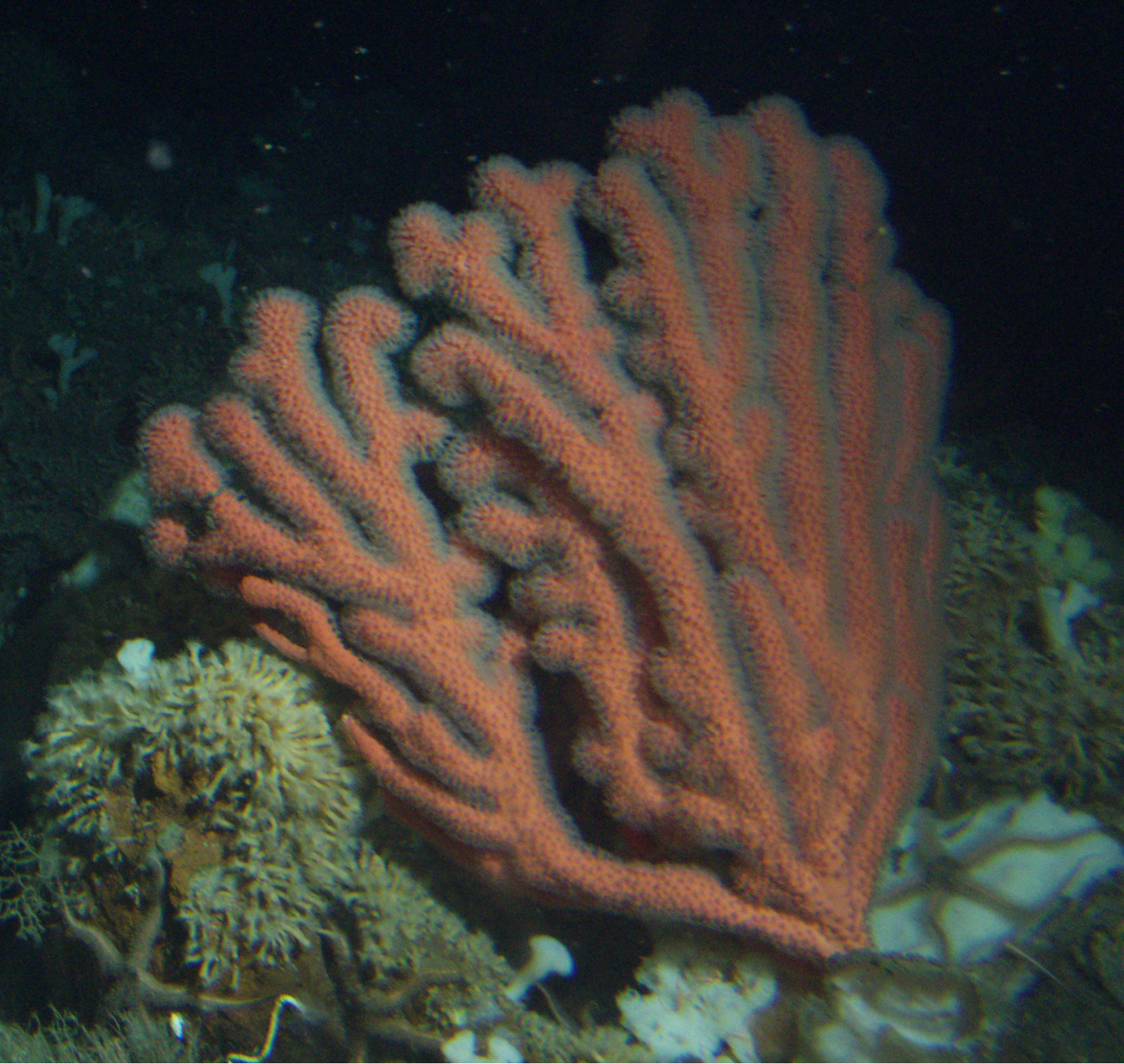
Placogorgia sp.
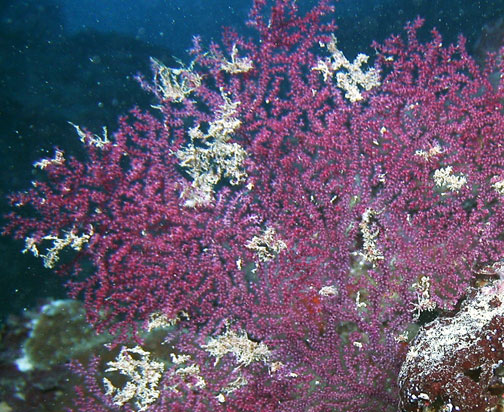
Villogorgia sp.